# Tone-Tone
Tone-Tone (nacido como Antonio Henderson) es un rapero de Detroit, Míchigan. Con solo 18 años ya ha trabajado con artistas como el productor Jazze Pha y B.G.

## Discografía
- 2004 Skoolz In Session

## Canciones
- "I Ain't Playin Witcha" feat. K.I.D.D.
- "Get 'Em Boyz"
- "Ride Wit Ya Boy"
- "Pink Gators"